# Мегантроп
Мега́нтроп (лат. Meganthropus) — название, предложенное для ряда ископаемых находок зубов и фрагментов нижних челюстей древних людей, обнаруженных в Сангиране на острове Ява. Эти челюсти и зубы отличаются очень крупными размерами и массивностью.
Первые находки были сделаны в 1939—1941 годах голландским антропологом Г. Г. Р. фон Кёнигсвальдом, который и предложил для них новое родовое и видовое название Meganthropus palaeojavanicus. Это название использовалось рядом авторов в 1940-е годы, хотя первое формальное описание таксона под этим названием было опубликовано Г. Г. Р. фон Кёнигсвальдом лишь в 1950 году.
Немецкий исследователь Ф. Вейденрейх, автор оригинальной гипотезы о происхождении людей от гигантопитеков, переходной формой между ними считал мегантропов.
В 1954 году Джон Робинсон рассматривал эту группу как вид в составе рода парантропов.
Впоследствии представления о мегантропах как о самостоятельной группе древних людей были опровергнуты. В частности, М. А. Гремяцким было показано, что фрагменты нижних челюстей, приписываемые мегантропам, хорошо сочетаются с верхней челюстью питекантропа. Кроме того, места находок и датировки мегантропов те же самые, что и питекантропов. Таким образом, нет никаких оснований для признания мегантропов самостоятельным видом и, тем более, родом. Видовое название Meganthropus palaeojavanicus до последнего времени рассматривалось некоторыми авторами как младший синоним Homo erectus.
Оттмар Куллмер из Зенкенбергского музея во Франкфурте-на-Майне использовал с соавторами в изучении мегантропа анализ окклюзионных отпечатков для реконструкции их жевательной кинематики и различные морфометрические подходы, основанные на микротомографии, чтобы исследовать внутренние зубные структуры. Некоторые зубы мегантропа отличаются как от зубов человека прямоходящего, так и от орангутанов в отношении распределения толщины эмали, а также поверхности и положения зубчатых выступов во внутренней части зубных коронок. Характер износа коренных зубов у мегантропа соответствует износу зубов у современных орангутанов, поэтому авторы исследования предположили, что мегантропы питались фруктами и другими частями растений, растущими над землёй, в отличие от более всеядных Homo erectus. Таким образом, около миллиона лет назад в лесах сегодняшних индонезийских островов обитали не менее трёх родов гоминид — мегантропы, Homo erectus и Gigantopithecus.